# FC Arsenal Tula
FC Arsenal Tula (în rusă  ФК «Арсенал» Тула) este un club profesionist de fotbal din Tula, Rusia, care evoluează în Prima Ligă Rusă. Aici au jucat doi fotbaliști români: Alexandru Bourceanu și Florin Costea.

## Denumiri
- 1946–58: FC Zenit Tula
- 1959–61: FC Trud Tula
- 1962–63: FC Șahtior Tula
- 1964–74: FC Metalurg Tula
- 1975–79: FC Mașinostroitel Tula
- 1980–83: FC TOZ Tula
- 1984–prezent: FC Arsenal Tula

## Lotul actual
La 26 ianuarie 2018.
| Nr. |            | Poziție | Jucător                                               |
| --- | ---------- | ------- | ----------------------------------------------------- |
| 6   | Rusia      | F       | Maxim Beliaiev                                        |
| 7   | Rusia      | M       | Kantemir Berkhamov                                    |
| 8   | Georgia    | F       | Gia Grigalava                                         |
| 9   | Rusia      | F       | Kirill Kombarov                                       |
| 10  | Zambia     | A       | Evans Kangwa                                          |
| 11  | Rusia      | M       | Serghei Tkaciov (împrumutat de la CSKA Moscow)        |
| 13  | Zambia     | F       | Stoppila Sunzu (împrumutat de la Lille)               |
| 14  | Rusia      | F       | Anri Khagush                                          |
| 17  | Rusia      | A       | Guram Adzoiev                                         |
| 18  | Muntenegru | A       | Luka Đorđević (împrumutat de la Zenit St. Petersburg) |
| 19  | Argentina  | A       | Federico Rasic                                        |
| 20  | Serbia     | M       | Goran Čaušić                                          |

| Nr. |          | Poziție | Jucător                                                 |
| --- | -------- | ------- | ------------------------------------------------------- |
| 21  | Spania   | F       | Víctor Álvarez                                          |
| 23  | Rusia    | M       | Igor Gorbatenko                                         |
| 24  | Rusia    | A       | Artem Dzyuba (împrumutat de la Zenit St. Petersburg)    |
| 33  | Rusia    | A       | Aslanbek Sikoiev                                        |
| 36  | Rusia    | P       | Mihail Levașov                                          |
| 52  | Rusia    | F       | Ivan Novoselțev (împrumutat de la Zenit St. Petersburg) |
| 55  | România  | M       | Alexandru Bourceanu                                     |
| 71  | Rusia    | F       | Aleksandr Denisov                                       |
| 77  | Bulgaria | M       | Mihail Aleksandrov                                      |
| 87  | Rusia    | M       | Ilia Maksimov                                           |
| 88  | Rusia    | A       | Igor Șevcenko                                           |
|     | Rusia    | P       | Igor Obukhov (împrumutat de la Zenit St. Petersburg)    |